# سارديليانو
سارديليانو (بالإيطالية: Sardigliano)‏ هي بلدية في مقاطعة ألساندريا في إقليم بييمونتي في إيطاليا.

## السكان
في سنة 1861 بلغ عدد السكان 998 نسمة، وتطور العدد ليصل في سنة 2011 لـ 452 نسمة.
يظهر هذا المخطط البياني تطور النمو السكاني لـ سارديليانو